# Galanta (distrito)
O Distrito de Galanta (eslovaco: Okres Galanta) é uma unidade administrativa da Eslováquia Ocidental, situado na Trnava (região), com 94.533 habitantes (em 2001) e uma superficie de 641 km². Sua capital é a cidade de Galanta.

## Demografia
| Ano:        | 1994   | 2004   | 2014   | 2024   |
| ----------- | ------ | ------ | ------ | ------ |
| Broj ljudi: | 93 667 | 94 936 | 93 682 | 95 210 |
| Razlika:    |        | +1,35% | -1,32% | +1,63% |

| Ano:               | 2023   | 2024   |
| ------------------ | ------ | ------ |
| Número de pessoas: | 95 457 | 95 210 |
| Diferença:         |        | -0,25% |

## Cidades
- Galanta (capital)
- Sereď
- Sládkovičovo

## Municipios
| - Abrahám - Čierna Voda - Čierny Brod - Dolná Streda - Dolné Saliby - Dolný Chotár - Gáň - Horné Saliby | - Hoste - Jánovce - Jelka - Kajal - Košúty - Kráľov Brod - Matúškovo - Mostová | - Pata - Pusté Sady - Pusté Úľany - Šalgočka - Šintava - Šoporňa - Tomášikovo - Topoľnica | - Trstice - Váhovce - Veľká Mača - Veľké Úľany - Veľký Grob - Vinohrady nad Váhom - Vozokany - Zemianske Sady |